# Харлахта
Харлахта — река в России, протекает в Слюдянском районе Иркутской области. Впадает в озеро Байкал.

## География
Река Харлахта берёт начало в Хамар-Дабане на высоте 1380 м. Течёт на северо-восток через пихтовые и кедровые леса. Устье реки находится в черте города Байкальска. Длина реки составляет 10 км. Средний уклон — 90 м/км. Площадь водосборного бассейна — 14,8 км². Высота устья — 456 м над уровнем моря.

## Данные водного реестра
По данным государственного водного реестра России относится к Ангаро-Байкальскому бассейновому округу, водохозяйственный участок реки — Бассейны рек южной части оз.Байкал в междуречье рек Селенга и Ангара. Речной бассейн реки — бассейны малых и средних притоков южной части оз. Байкал.
Код объекта в государственном водном реестре — 16020000112116300021047.